# ヘニッジ・フィンチ (第3代エイルズフォード伯爵)
第3代エイルズフォード伯爵ヘニッジ・フィンチ（英語: Heneage Finch, 3rd Earl of Aylesford、1715年11月6日 – 1777年5月9日）は、グレートブリテン王国の貴族、政治家。トーリー党に属し、庶民院議員（1739年 – 1747年、1754年 – 1757年）を務めた。爵位継承までガーンジー卿の儀礼称号を使用した。

## 生涯
第2代エイルズフォード伯爵ヘニッジ・フィンチと妻メアリー（Mary、1740年5月28日没、旧姓フィッシャー（Fisher）、第3代準男爵サー・クレメント・フィッシャーの娘）の息子として、1715年11月6日に生まれ、同日に洗礼を受けた。1728年から1732年までウェストミンスター・スクールで教育を受けた後、1732年7月31日にオックスフォード大学ユニヴァーシティ・カレッジに入学、1735年12月13日にM.A.の学位を修得した。
1739年12月、レスターシャー選挙区の補欠選挙にトーリー党候補として出馬、無投票で庶民院議員に当選した。庶民院では野党の一員として投票したが、1741年2月の首相ロバート・ウォルポール罷免動議に際しては議場から退出した。
1741年イギリス総選挙では叔父ジョンが1740年まで議員を務めたメイドストーン選挙区から出馬した。この選挙ではエイルズフォード伯爵家がメイドストーンの地方自治体（corporation）と手を組み、伯爵家の支持する候補2名を当選させたが（ガーンジー卿も561票でトップ当選）、これにより訴訟が起こり、地方自治体が解体されることになった。結果としては1747年に行われた次の総選挙でガーンジー卿が得票数3位（284票）になり落選した。この間の議会活動では引き続き野党の立場にあった一方、王太子フレデリック・ルイスに接近した。
1754年イギリス総選挙では再びメイドストーン選挙区で出馬、今度は得票数2位（572票）で当選した。2度目の議員期ではジョージ・グレンヴィル派の一員だった。1757年6月29日に父が死去すると、エイルズフォード伯爵位を継承した。貴族院でも引き続きグレンヴィル派として行動し、印紙法廃止に反対、ジョン・ウィルクス当選問題で政府と対立した。
1761年4月14日、オックスフォード大学より民法学博士の学位を授与された。
1777年5月9日にグローヴナー・スクエアで死去、パッキントンで埋葬された。同名の息子ヘニッジが爵位を継承した。

## 家族
1750年10月6日、シャーロット・シーモア（Charlotte Seymour、1730年9月21日 – 1805年2月15日、第6代サマセット公爵チャールズ・シーモアの娘）と結婚、8男4女をもうけた。
- ヘニッジ（1751年7月4日 – 1812年10月21日） - 第4代エイルズフォード伯爵[1]
- チャールズ（英語版）（1752年6月4日 – 1819年12月17日） - 庶民院議員。1778年12月28日、ジェーン・ウィン（Jane Wynne、1811年11月没、ワトキン・ウィンの娘）と結婚、子供あり[7]
- ウィリアム・クレメント（1753年5月27日 – 1794年9月30日） - 海軍軍人、庶民院議員。1789年8月3日、メアリー・ブラウンカー（Mary Brouncker、1813年10月6日没、ヘンリー・ブラウンカーの娘）と結婚、子供あり
- シャーロット（1754年5月13日[8] – 1808年7月7日） - 1777年8月14日、第12代サフォーク伯爵ヘンリー・ハワードと結婚、子供あり[7]
- ジョン（1755年5月22日 – 1777年6月29日） - アメリカ独立戦争で戦死、子供なし[7]
- エドワード（英語版）（1756年4月26日 – 1843年10月27日） - 陸軍軍人、庶民院議員、生涯未婚[7]
- ダニエル（1757年4月3日 – 1840年10月） - 聖職者[7]
- シーモア（1758年6月11日 – 1794年2月2日[7]）
- ヘンリー・アリントン（Henry Allington、1760年2月26日 – 1780年11月19日[7]）
- フランシス（1761年2月9日 – 1838年11月21日） - 1782年9月29日、第3代ダートマス伯爵ジョージ・レッグと結婚、子供あり[7][8]
- マリア・エリザベス（1766年10月7日 – 1848年10月20日） - 生涯未婚[7][8]
- ヘンリエッタ・コンスタンシア（1769年6月3日 – 1814年6月6日） - 生涯未婚[8]